# Washington (Wisconsin, La Crosse megye)
Washington város az USA Wisconsin államában, La Crosse megyében. Lakosainak száma 519 fő (2020. április 1.).

## Népesség
A település népességének változása:

| 2010 | 558 |
| 2020 | 519 |